# Пацежув
Пацежув (пол. Pacierzów) — село в Польщі, у гміні Кломниці Ченстоховського повіту Сілезького воєводства.
Населення — 499 осіб (2011).
У 1975-1998 роках село належало до Ченстоховського воєводства.

## Демографія
Демографічна структура станом на 31 березня 2011 року:
|          | Загалом | Допрацездатний вік | Працездатний вік | Постпрацездатний вік |
| -------- | ------- | ------------------ | ---------------- | -------------------- |
| Чоловіки | 239     | 34                 | 172              | 33                   |
| Жінки    | 260     | 49                 | 140              | 71                   |
| Разом    | 499     | 83                 | 312              | 104                  |